# Aristó d'Esparta
Aristó (en grec Ἀρίστων Ariston) va ser rei d'Esparta (560 aC-510 aC). Era el 14è dels euripòntides. Fill d'Agasicles i contemporani d'Anaxàndrides II.
Va pujar al tron vers el 560 aC i va regnar un cinquanta anys i a la seva mort va ser reconegut com un bon rei. Es va casar tres vegades, però les dues primeres esposes eren estèrils, i el poble va fer rogatives perquè tingués un fill. De la tercera muller va tenir a Demarat, encara que es van aixecar dubtes sobre qui era el pare.